# Pleurocope wilsoni
Pleurocope wilsoni is een pissebed uit de familie Pleurocopidae. De wetenschappelijke naam van de soort is voor het eerst geldig gepubliceerd in 2002 door Kensley & Schotte.